# Club Atlético Talleres (Berrotarán)
El Club Atlético Talleres es un club de la ciudad de Berrotarán, provincia de Córdoba. Juega en la Primera División de la Liga Riotercerense de Fútbol.
Su clásico rival es Belgrano de Berrotarán, otro nombre que comparten con sus pares de la capital cordobesa.

## Historia
El club nació en 1945 en honor al club cordobés Club Atlético Talleres. El mayor logro de su historia fue el campeonato de 1979, cuando se consagraron campeones de la Liga Riotercerense de Fútbol. Tras un breve paso por el ascenso, regresó a Primera División para la temporada 2023 tras ser campeón en la segunda categoría.
En 2025, después de más de 40 años sin conseguir un título, fue campeón nuevamente de la liga local, al vencer en la final a su clásico rival Belgrano con un global de 2-0.

## Escudo y colores
El escudo del club tiene una forma similar al de su homónimo cordobés, de la que también se inspira para el diseño de su indumentaria. Además, cuenta con una estrella que refleja el logro de 1979.

## Instalaciones
Cuenta con un estadio de dos tribunas: una que corre paralela al campo de juego y otra detrás del arco. Tiene capacidad para 1500 personas.
En 2022, anunciaron la construcción de un polideportivo gracias al apoyo económico del gobierno nacional. El mismo año, añadieron un nuevo túnel, cabinas de transmisión, banco de suplentes y renovaron la iluminación en la cancha donde ofician de local.

## Entrenadores
Uno de los directores técnicos más destacados que entrenó al club fue Daniel Albornós, campeón internacional como jugador con Talleres de la ciudad capital.

## Jugadores
Entre los futbolistas que pasaron por la institución, destaca Agustina Ruffino, quien dio sus primeros pasos en el "Matador" y luego fue arquera de Estudiantes de Río Cuarto y Talleres en la Primera División del fútbol femenino.
También tuvieron un paso por el club el mediocampista Gonzalo Martínez, que luego jugó en el uruguayo Paysandú FC y Acción Juvenil del Torneo Federal A y el delantero Matías Leichner, de trayectoria extensa por numerosos clubes de la provincia de Córdoba.

## Palmarés
| Títulos Locales (3)   | Títulos Locales (3) | Títulos Locales (3) |
| Competición           | Títulos             |                     |
| --------------------- | ------------------- | ------------------- |
| Primera División LRRF | 1979, 2025          |                     |
| Segunda División LRRF | 2022                |                     |